# 비장의 술수
《비장의 술수》(영어: Ace in the Hole 또는 The Big Carnival)는 1951년 개봉한 미국의 누아르 영화이다. 빌리 와일더가 감독과 공동각본을 맡았다. 2017년 미국 국립영화등기부에 등재되었다.

## 출연

### 주연
- 커크 더글라스
- 잔 스터링

### 조연
- 로버트 아서
- 포터 홀
- 프랭크 커디
- 리처드 베네딕
- 레이 틸

## 기타
- 미술: A. 얼 헤드릭
- 미술: 헐 페레이라
- 의상: 에디스 헤드